# Erik Dammann
Pour les articles homonymes, voir Dammann et Damman.
Erik Dammann (né le 9 mai 1931 à Oslo et mort le 21 juin 2025) est un auteur et un écologiste norvégien. 
Il commence sa vie professionnelle dans le design, en faisant de la publicité. Erik Damman a fondé l'organisation, l' « Avenir entre nos mains »,(« The Future in Our Hands »).

## Biographie
Déçu du consumérisme que son travail lui impose de promouvoir, Erik Dammann part avec sa famille vivre, une année, sur les îles Samoa en Polynésie. Il pensait y  trouver des gens différents. En fait, ils vivront quelque chose de complètement différent de la réalité de la concurrence. Ils partagent la vie et le style de vie des villageois dans une culture fondée sur la coopération et le partage. Erik Damman est revenu en Norvège en ayant pris conscience que l'Occident ne se concentre que sur la compétition avec pour objectif l'enrichissement personnel.
« L'utilisation accrue des ressources est source de problèmes dans le monde entier, et à plus long terme aussi pour nous. Les gens voyagent, ils ont de bonnes relations avec les enfants, ont des rapports sexuels heureux et ils voient l'amélioration de l'emploi, etc. Nous avons doublé le niveau de vie sans avoir été plus heureux. », explique Erik Dammann. « Dans les Samoa, vous serez récompensé pour ce que vous faites pour la collectivité. Dans notre société, cependant, l'égoïsme et la cupidité sont récompensés. »
En 1974, Erik Dammann se consacre, à plein temps, à la fondation du mouvement « Un Avenir dans nos Mains », qui grandit, pendant les années 1970, jusqu'à atteindre plus de 25 000 membres et finit par avoir une influence politique.
Erik Dammann publie en 1979 The Future in Our Hands, un livre qui frappe l'opinion publique en Norvège et au-delà. Depuis, il a écrit 17 ouvrages, publiés dans sept langues, sur l'environnement et l'économie, la politique et des stratégies de changement, la philosophie de la vie, et sur la science et la vision du monde. Il a également écrit des livres pour enfants et des livres sur sa famille et ses deux longs séjours chez les indigènes de l'île de Samoa en Polynésie. En 2005, il publie son autobiographie intitulée Contrastes.
Pendant ces dernières années, Erik Dammann lance plusieurs projets, parmi eux :
- En 1999, le « Forum pour la Discussion des Systèmes », une organisation préparant des réunions régulières sur les alternatives d'aujourd'hui ;
- En 2009, à Oslo, il jette les bases d'une conférence internationale, « Les Crises et la Possibilité », en coopération avec le Département norvégien de l'Environnement, l'« Avenir Dans Nos Mains » et quelques scientifiques. Le but de la conférence est de mettre l'accent sur le conflit entre l'ordre mondial économique d'aujourd'hui et le besoin de changer le développement économique et social pour une justice globale et le respect de l'environnement. Cette conférence espère convaincre le Gouvernement norvégien que la Norvège, en tant que productrice de pétrole, a une obligation spéciale d'organiser une série de conférences internationales pour les chefs politiques, les sommités des sciences naturelles et de l'économie dans le monde sur ce thème[4].

Erik Dammann est ensuite un conseiller et auteur indépendant.

## Reconnaissance
Erik Dammann  est récipiendaire du prix Nobel alternatif en 1982, « pour défier les valeurs Occidentales et les styles de vie afin de promouvoir une attitude plus responsable de l'environnement  ».
Comme il s'est vu décerner le Prix de l'Environnement OSO (1997), de la liberté d'expression Senior Citizen (1998) et des forums Hederspris (2007).

## Citation
« De la même manière que nous pensons aujourd'hui que la traite négrière et l'exploitation coloniale étaient inhumaines et un moyen inconcevable et bestial d'acquérir des richesses ; il ne fait aucun doute que les générations futures vont penser que notre forme de commerce mondial et la distribution des avantages dans le monde ont été tout aussi inconcevable et inhumain. »

## Ouvrages
- (en) Erik Dammann, The Future in Our Hands., Pergamon Press., 1979
- (en) Erik Dammann, The Big Norwegian One Volume Encyclopedia.., Kunnskapsforlaget (Knowledge Publishing), 2006 (ISBN 82-573-1495-1)

## Sources
- (en) Cet article est partiellement ou en totalité issu de l’article de Wikipédia en anglais intitulé « Erik Dammann » (voir la liste des auteurs).

- (no) Cet article est partiellement ou en totalité issu de l’article de Wikipédia en norvégien intitulé « Erik Dammann » (voir la liste des auteurs).